# 加拿大灣市

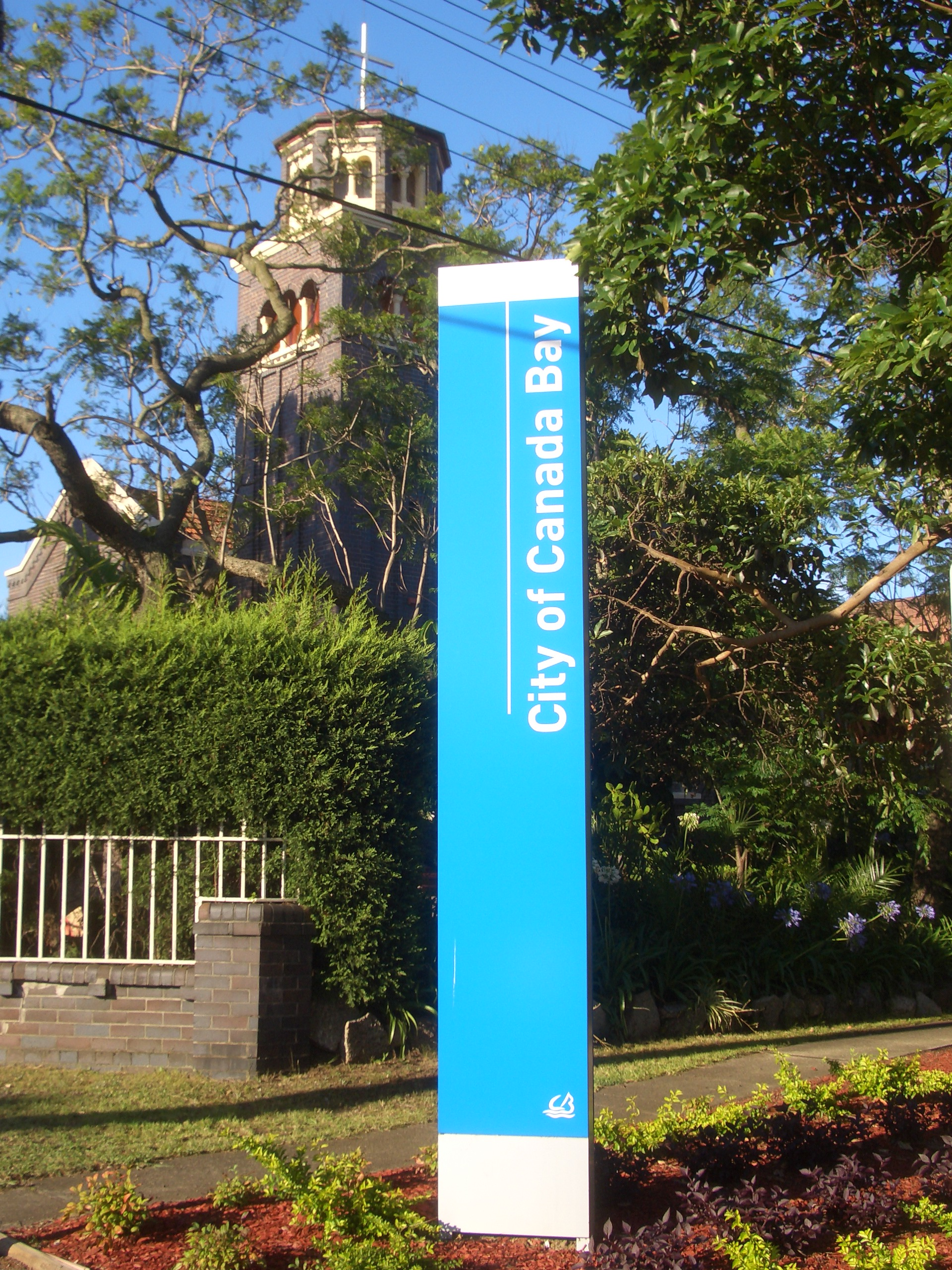
加拿大灣市市徽

加拿大灣市是澳大利亞雪梨大都會內的一個地方政府；乃於2000年12月與Concord議會與Drummoyne議會合併而成的新城市，市轄境有19.82平方公里，居民有65,742位。

## 人文
根據澳大利亞統計局資料，2006年6月30日，加拿大灣市有居民68,955人，是新南威爾斯州的人口第30大城；比例佔全州6,827,694人口的1.0%。

## 市議會
加拿大灣市議會有議席8座；市長為直選。

## 外部連結
- 加拿大灣市政府官方網站（页面存档备份，存于）
- 加拿大灣市轄區
- 加拿大灣市歷史集錦
- 加拿大在澳大利亞（加拿大外交部）

33°51′S 151°09′E / 33.850°S 151.150°E